# Евгения Йоркская
Принцесса Евгения  Йоркская (англ. Princess Eugenie of York, полное имя Евгения Виктория Елена; род. 23 марта 1990) — член королевской семьи Великобритании, младшая дочь Эндрю, герцога Йоркского, и Сары, герцогини Йоркской. Является 12-й в линии наследования трона шестнадцати государств Содружества после дочери своей старшей сестры, Беатрис. Замужем за Джеком Бруксбэнком, от которого в феврале 2021 года родила сына Огаста, а в мае 2023 года сына Эрнеста.

## Биография
Принцесса Евгения родилась в больнице Портланд 23 марта 1990 года путём кесарева сечения, и стала вторым ребёнком Эндрю, герцога Йоркского и Сары, герцогини Йоркской, шестая внучка Елизаветы II и Филиппа, герцога Эдинбургского. Крещена в церкви Св. Марии Магдалины, Сандрингем епископом Норвичем 23 декабря 1990 года под именем Евгения Виктория Елена. Она стала первым королевским ребёнком, которого крестили публично.
Восприемниками принцессы от купели были: 
- Джеймс Огилви, её троюродный дядя;
- миссис Рональд Фергюсон, вторая жена её деда по материнской линии;
- миссис Патрик Додд-Нобль,
- мисс Луиза Блэкер.

В 3 года (1993) Евгения стала заниматься в школе Монтессори, но уже через год перешла туда же, где училась её сестра, в школу "Аптон-хаус" в Виндзоре. В 1995 она перешла в школу "Коворт-парк", где занималась до 2001 года, а потом снова сменила школу на другую, находящуюся в Виндзоре, где пробыла до 2003 года. 
Когда Евгении было 6, её родители развелись. Королева выделила 1,4 миллиона фунтов для трастового фонда, чтобы у девочек были средства.
В октябре 2002 года Евгении сделали операцию по исправлению сколиоза: ей в позвоночник установили два титановых стержня длинной по 3 см. После операции дополнительных вмешательств не потребовалось.
В 2008 году Евгения выпустилась из колледжа "Мальборо" с отличными результатами по искусству, литературе, и истории искусств.  В 2009 она поступила в университет Нью-Касл, а в 2012 закончила его с дипломом по двум направлениям: литература и история искусств.  Работать Евгения уехала в Нью-Йорк, она стала менеджером аукционов, но вскоре вернулась в Британию, чтобы поступить на управляющую должность в галерею искусств, а в 2017 году стать директором этой галереи. 
Евгения и её сестра являются единственными внучками королевы, которые возведены в титул принцесс и Их Королевских высочеств, в отличие от их двоюродных сестёр леди Луизы Виндзор (дочери самого младшего сына королевы Эдварда, которая является принцессой лишь юридически) и Зары Филлипс, которая не имеет титулов, так как её отец был простолюдином. В соответствии с грамотами, изданными королём Георгом V, они не представлены в титул по указанию Королевы и её родителей.
Евгения является первой принцессой со времён её двоюродной бабки принцессы Марии, которая в своём полном имени носит имя Виктория. Королева Виктория просила, чтобы её потомки по женской линии носили имя Виктория в своём полном имени, однако ни королева Елизавета II, ни покойная принцесса Маргарет, ни принцесса Анна, ни Беатрис не получили это имя.
Принцесса работает в лондонском филиале знаменитой галереи современного искусства Hauser & Wirth. Она начала там работать в качестве помощника директора, в 2017 году стала директором.
12 октября 2018 года Евгения вышла замуж за Джека Бруксбэнка. 25 сентября 2020 года супруги сообщили, что ждут рождения первенца в начале следующего года. 9 февраля 2021 года в госпитале Портланд в Лондоне Евгения родила сына, которого назвали Огаст Филипп Хоук Бруксбэнк.
24 января 2023 года стало известно, что Евгения беременна во второй раз. 30 мая 2023 года она родила сына, которого назвали Эрнест Джордж Ронни.

## Личный герб и награды
Как член королевской семьи имеет личный герб, основанный на гербе монарха Соединённого Королевства.
Блазон
Дамский (ромбический) четверочастный щит: в первом и четвёртом поле герб Англии — три золотых леопарда с лазоревым вооружением в червлёном поле, во втором поле герб Шотландии — в золотом поле с червлёной двойной внутренней каймой, проросшей лилиями червлёный восстающий лев с лазоревым вооружением, в третьем поле герб Ирландии — золотая арфа с серебряными струнами в лазоревом поле. Поверх щита серебряное титло о пяти концах обременённое тремя цветками чертополоха (элемент герба матери — Сары).
Щитодержатели: справа — британский, коронованный открытой короной детей наследника трона, лев c серебряным титлом (как в щите) на шее; слева — шотландский единорог с короной детей наследника трона и серебряным титлом (как в щите) на шее.
Щит коронован короной внуков монарха с шапкой пэра внутри.
Награды
- Медаль Бриллиантового юбилея королевы Елизаветы II

## Галерея

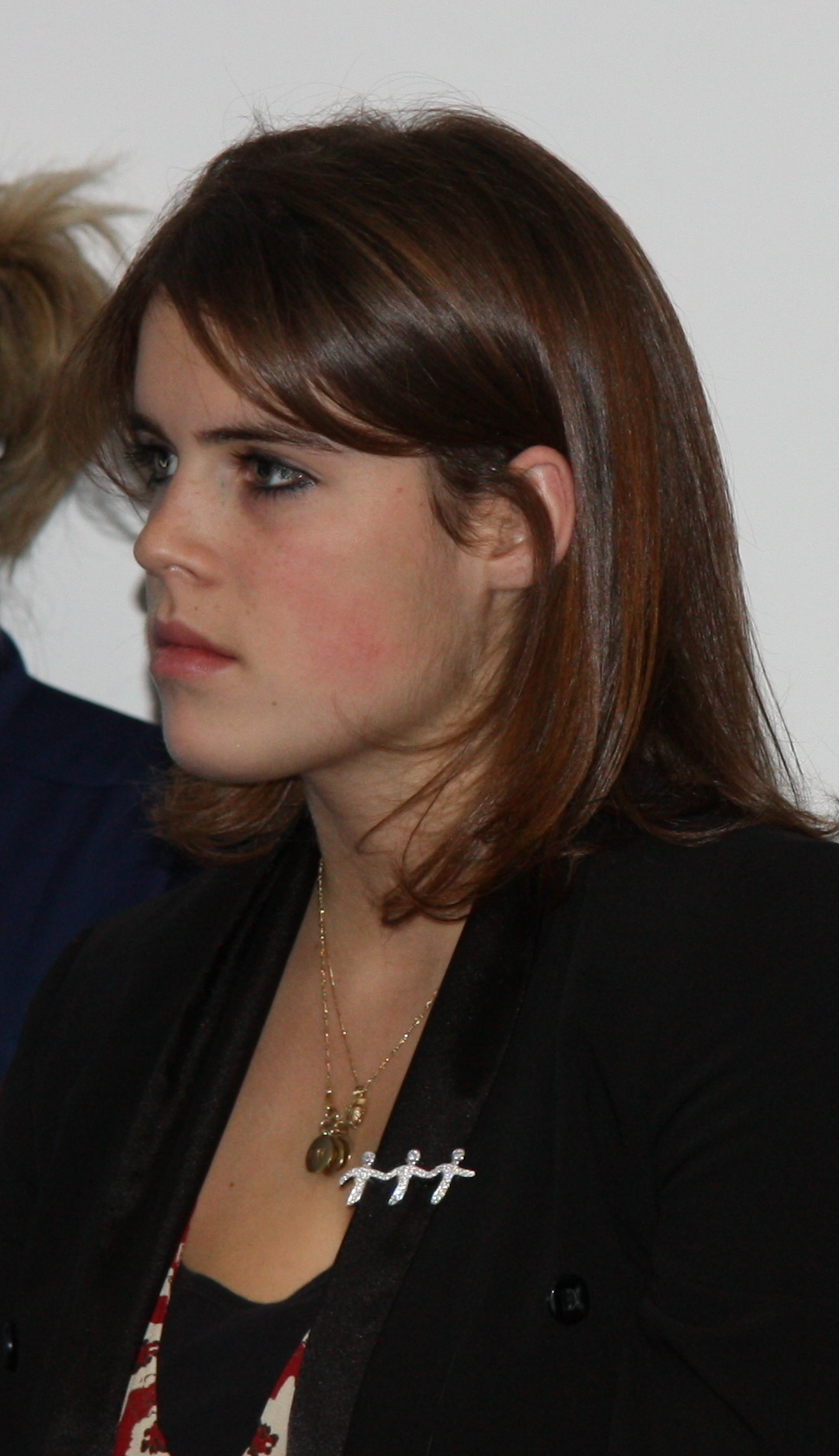
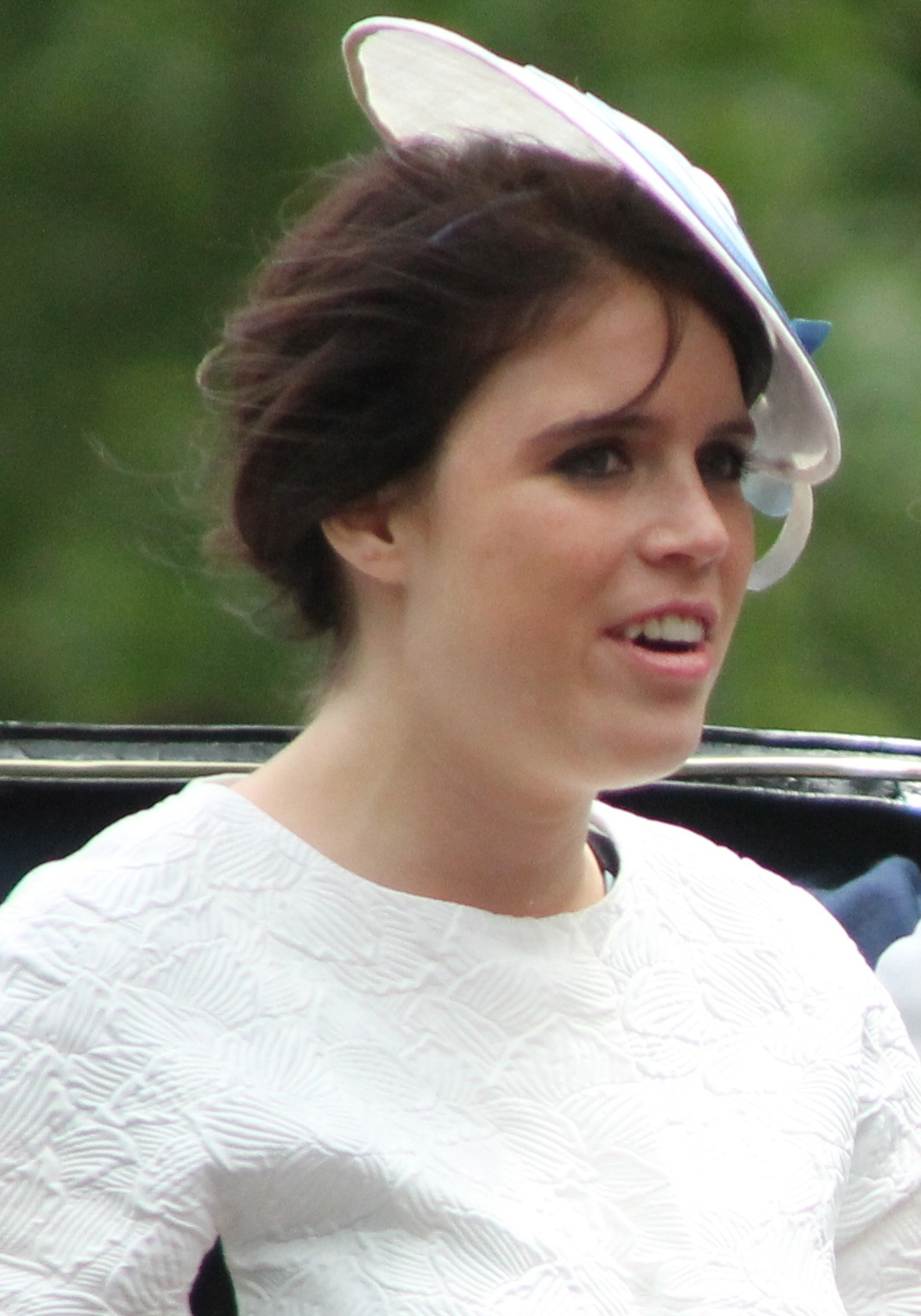
В возрасте 23 лет
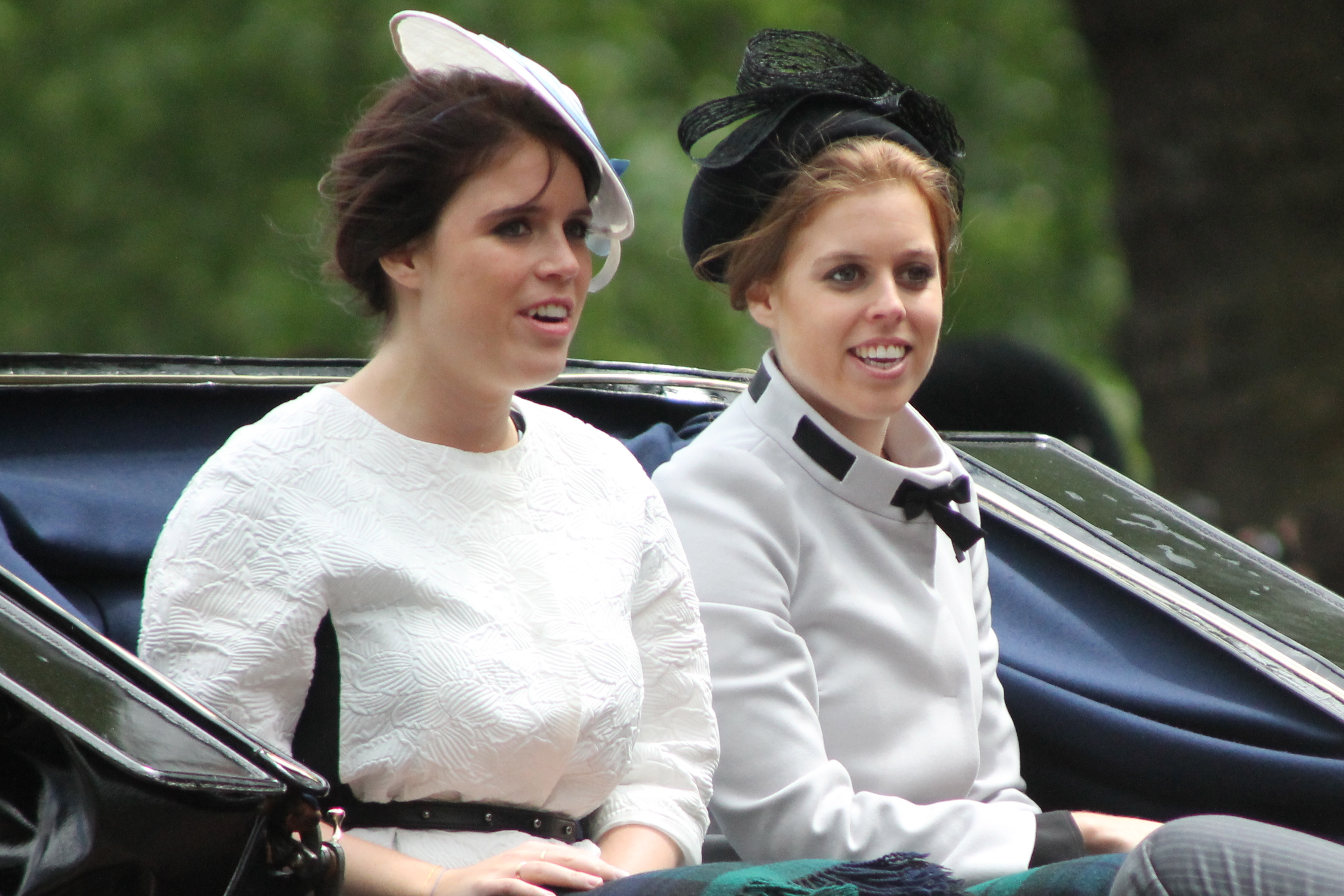
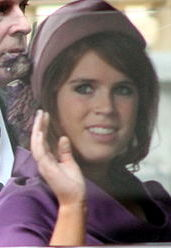
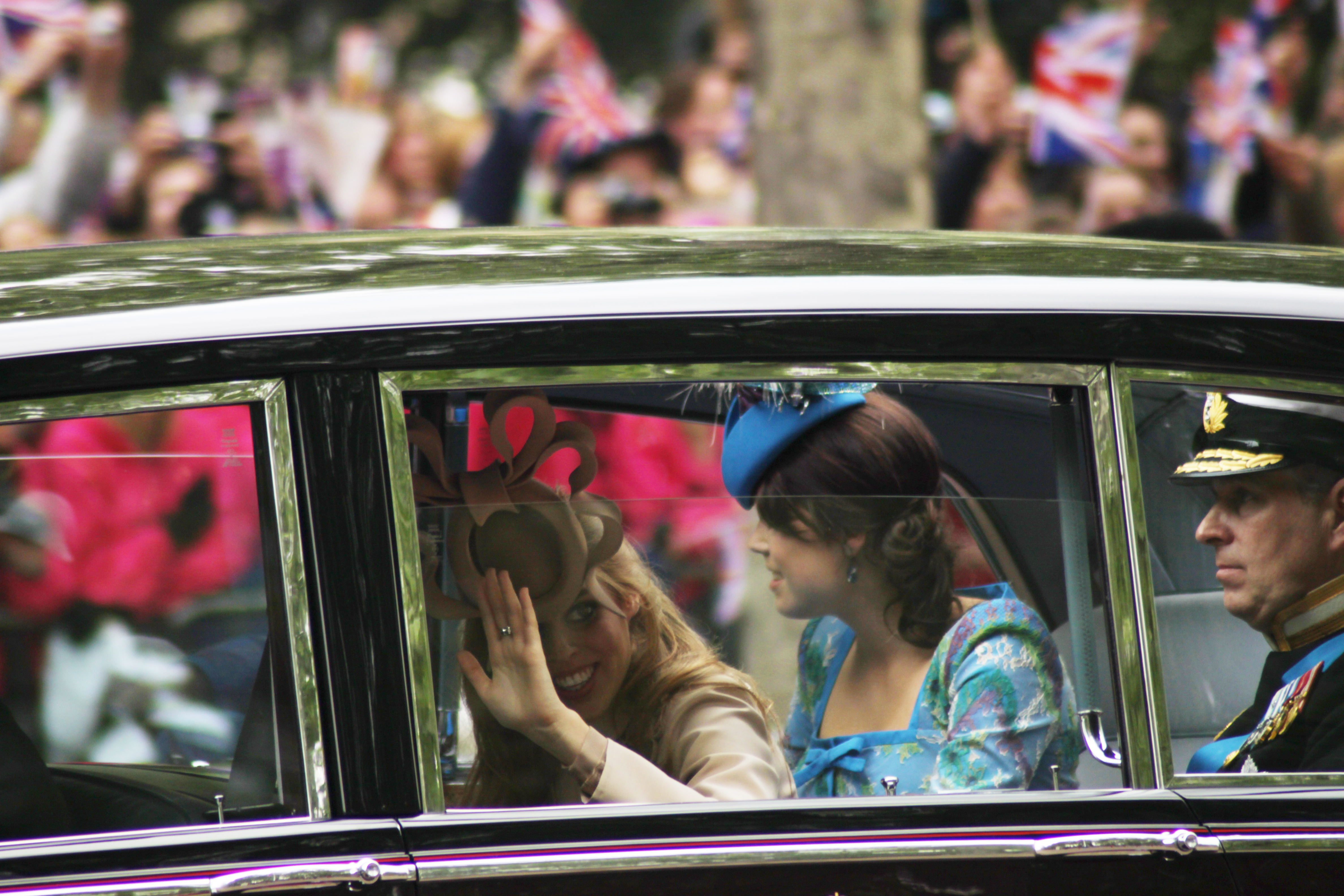
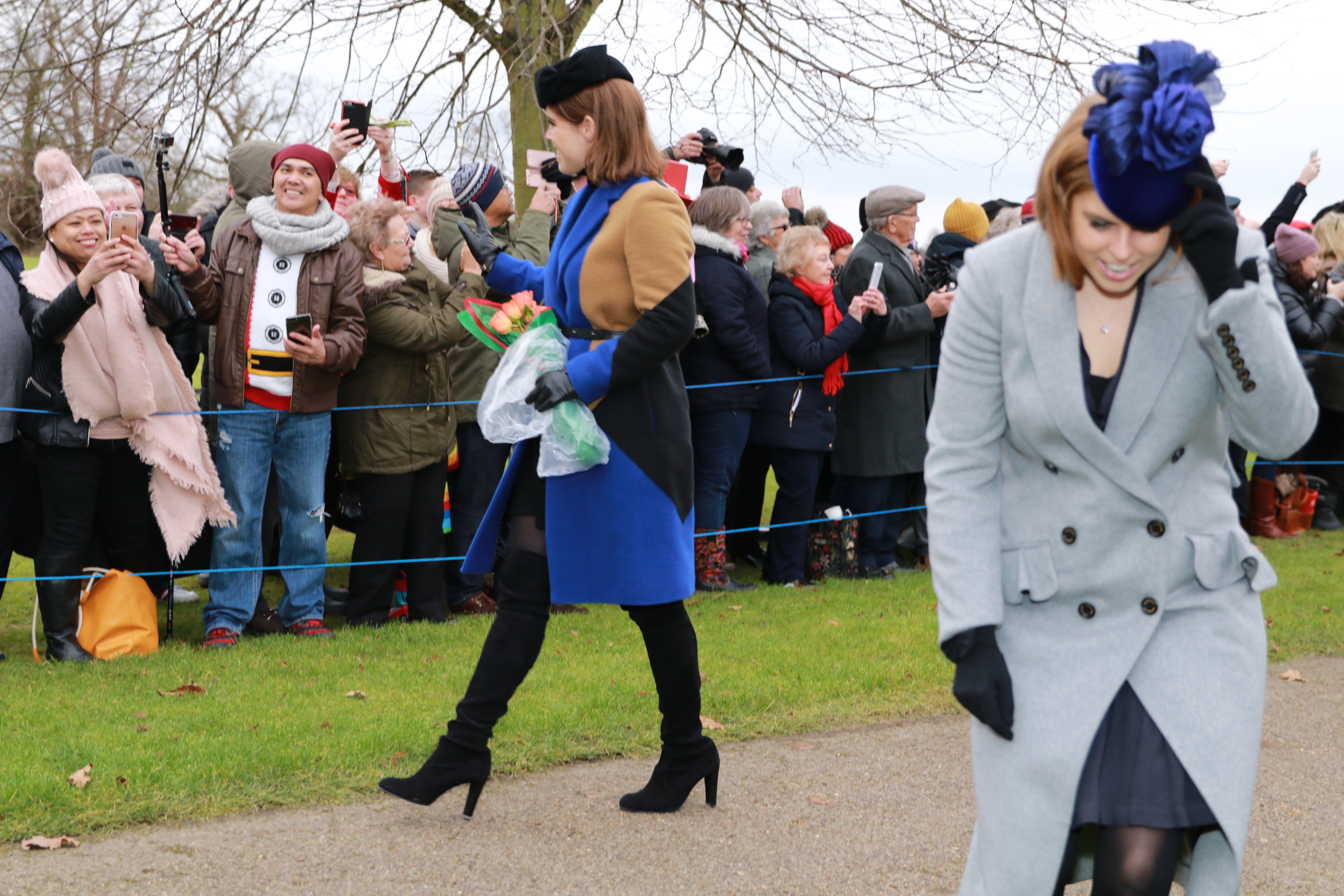
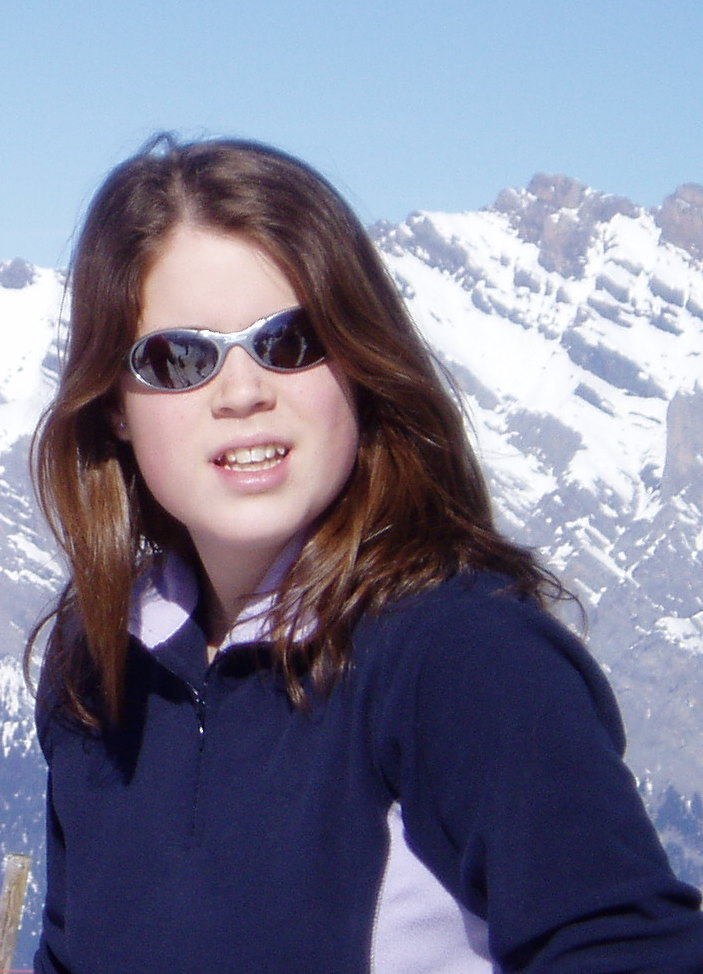
В возрасте 13 лет
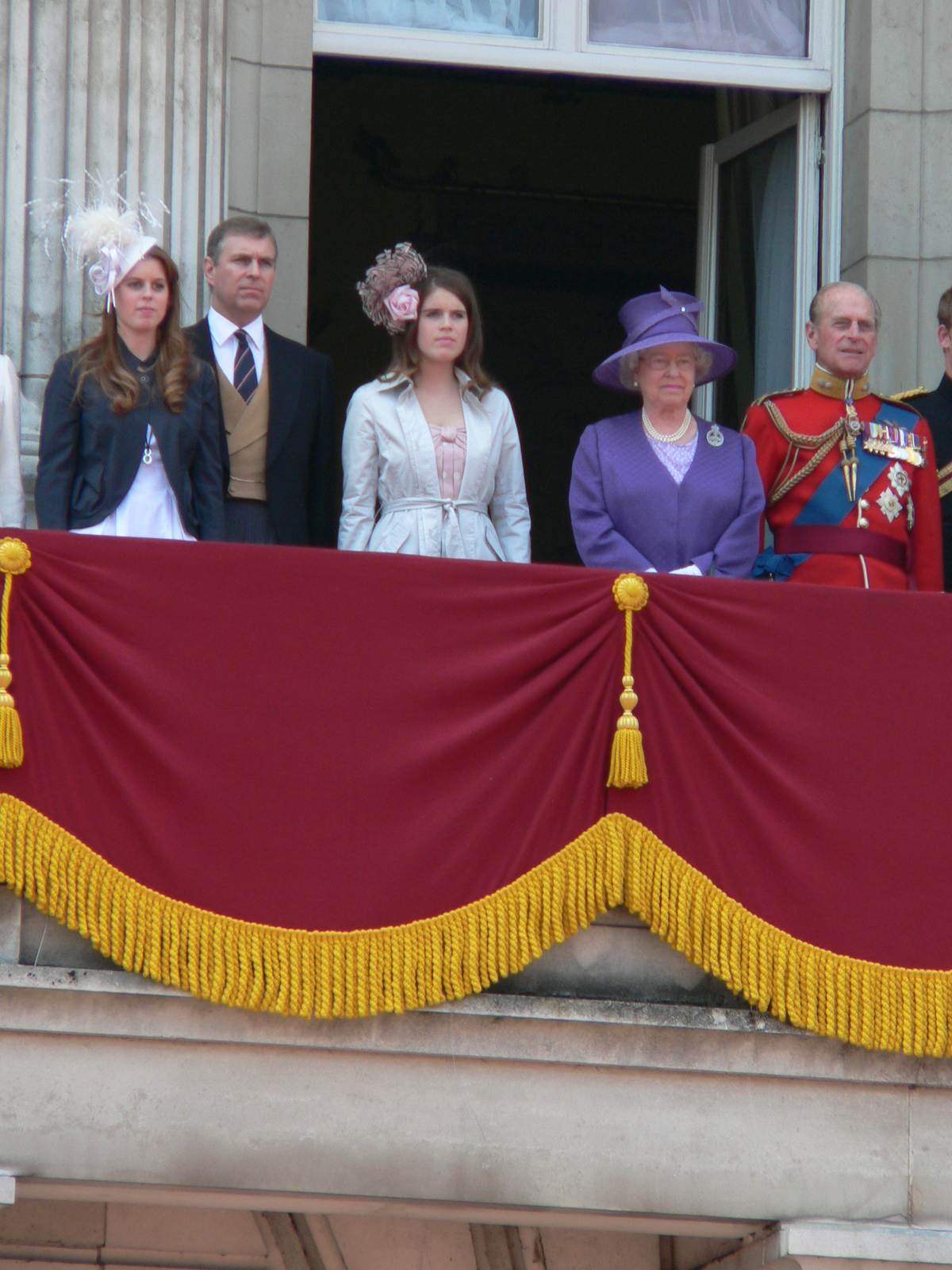
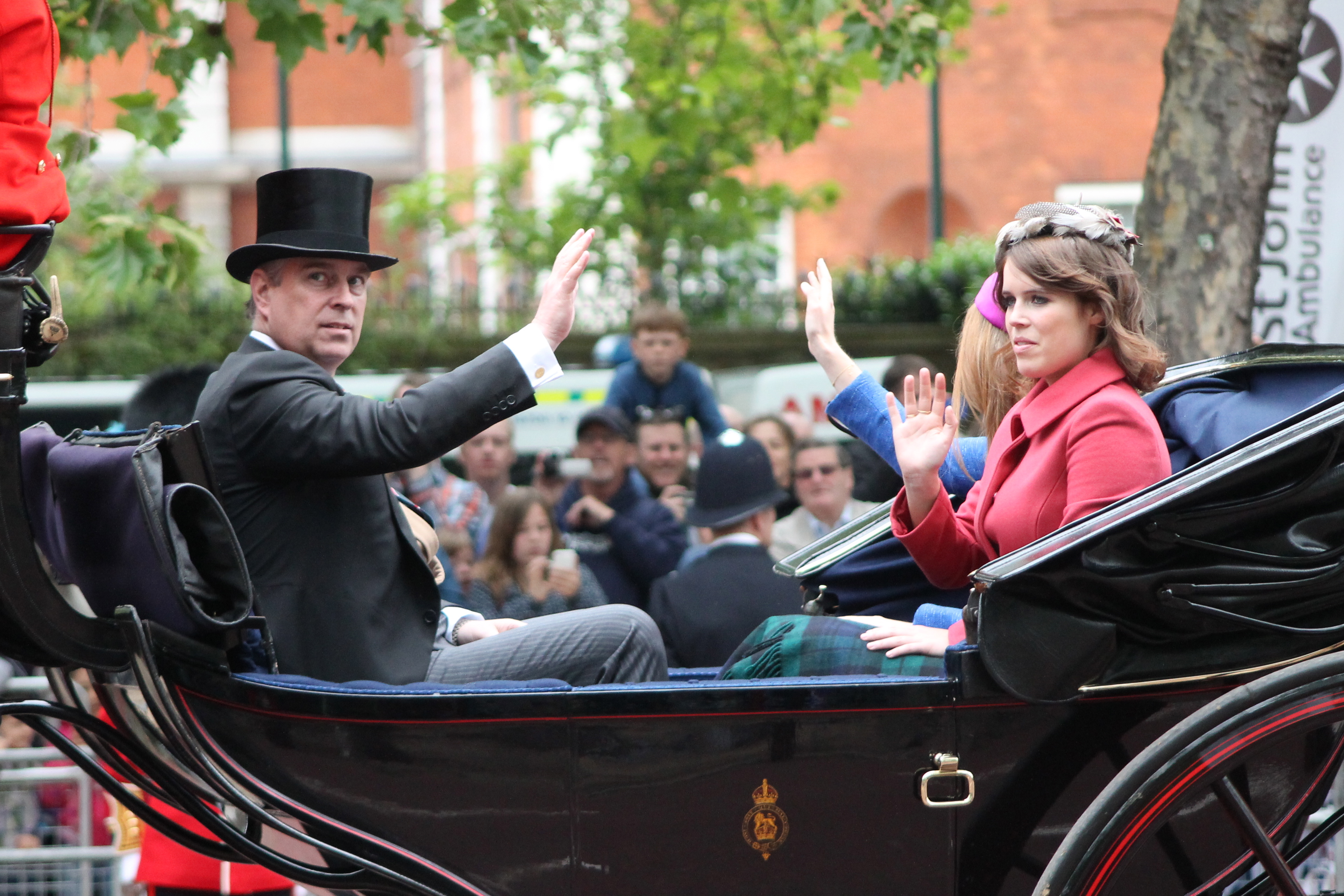